# لودگر برباوم
لودگر برباوم (به آلمانی: Ludger Beerbaum) ورزشکار مرد رشتهٔ سوارکاری اهل کشور آلمان است. وی در بین سال‌های ‎۱۹۸۸ تا ۲۰۰۰ میلادی در مسابقات بازی‌های المپیک تابستانی در مجموع ۴ مدال طلا را کسب کرد.